# Siarczek baru
Siarczek baru – nieorganiczny związek chemiczny z grupy siarczków, sól kwasu siarkowodorowego i baru na II stopniu utlenienia. Stosowany jako prekursor większości innych pochodnych baru.

## Budowa cząsteczki
Siarczek baru to związek jonowy, krystalizuje w układzie regularnym (grupa przestrzenna Fm3m).

## Otrzymywanie
Siarczek baru otrzymuje się w wysokotemperaturowej redukcji siarczanu baru (np. w postaci minerału barytu) węglem:
BaSO
4 + 4C → BaS + 4CO
Można otrzymać go także przez bezpośrednie ogrzewanie siarki z barem w atmosferze inertnej:
Ba + S → BaS
Kolejną metodą syntezy jest redukcja metanem w wysokiej temperaturze:
BaSO
4 + CH
4 → BaS + CO
2 + 2H
2O

## Właściwości

### Właściwości fizyczne
Ciało stałe o postaci szarego proszku lub bezbarwnych kryształów, o zapachu zgniłych jaj. Wykazuje fosforescencję, podobnie jak niektóre inne siarczki, m.in. cynku i wapnia.

### Właściwości chemiczne
W roztworach wodnych, podobnie jak większość siarczków berylowców, przechodzi w wodorosiarczek:
2BaS + 2H
2O → Ba(SH)
2 + Ba(OH)
2
Otrzymany roztwór jest silnie zasadowy.
BaS jest wykorzystywany do otrzymywania wielu innych soli baru, m.in. poprzez reakcję z kwasem zawierającym docelowy anion, w wyniku czego oprócz soli powstaje siarkowodór. Przykładowa reakcja z kwasem chlorowodorowym:
BaS + 2HCl  →  BaCl
2 + H
2S
W reakcji z dwutlenkiem węgla w temp. 40-90 °C tworzy węglan baru i siarkowodór:
2BaS + H
2O + CO
2 → BaCO
3 + H
2S
BaCO
3 można otrzymać także poprzez reakcję BaS z węglanem sodu w temp. 60-70 °C:
BaS + Na
2CO
3  →  BaCO
3 + Na
2S
Reaguje z silnymi zasadami, tworząc wodorotlenek baru:
BaS + 2NaOH  →  Ba(OH)
2 + Na
2S

## Historia
Siarczek baru został pierwotnie otrzymany przez XVII-wiecznego włoskiego alchemika Vincenzo Cascariolo w opisanej wyżej redukcji barytu węglem w wysokiej temperaturze. Znalazł on fragment barytu na górze Monte Paterno w okolicach Bolonii (stąd późniejsza nazwa barytu - „kamień boloński”), a następnie poddał go rozdrobnieniu i kalcynacji z węglem, po czym uformował z powstałego proszku figurki zwierząt, które świeciły w ciemnościach.
Cascariolo zaprezentował swoje odkrycie wielu uczonym tamtych czasów. Wzbudziło ono znaczne zainteresowanie we Włoszech. O kamieniu pisali Galileusz, Licetiusz, Giulio Cesare La Galla i Ovidio Montalbani. Emisja światła przez ten minerał stała się przedmiotem sporu między Galileuszem a Licetiuszem - Licetiusz uważał, że Księżyc świeci na podobnej zasadzie, co kamień boloński, a Galileusz utrzymywał, że odbija światło słoneczne. Mechanizm stojący za zjawiskiem odkrytym przez Cascariolo stał się szeroko omawianym tematem pośród naukowców XVII i XVIII wieku.
Właściwości luminescencyjne barytu wspomniane są w powieści „Cierpienia młodego Wertera” Goethego: Opowiadają, że kamień boloński, wystawiony na słońce, wciąga jego promienie i potem świeci w nocy przez czas pewien.
Współcześnie świecenie „kamienia bolońskiego” wyjaśnione jest fosforescencją powstałego w procesie podgrzewania z węglem siarczku baru. Związek ten jest zapewne pierwszym otrzymanym syntetycznie fosforescencyjnym siarczkiem.

## Zastosowanie
Stosowany w produkcji farb luminescencyjnych i jako opóźniacz palenia. W garbarstwie używany jako odczynnik do usuwania sierści ze skór. BaS znajduje zastosowanie w syntezie białego barwnika litoponu i czystego siarczanu baru (znanego komercyjnie jako blanc fixe lub biel barytowa), również wykorzystywanego jako biały barwnik, a także w roli wypełniacza.